# Forma 1

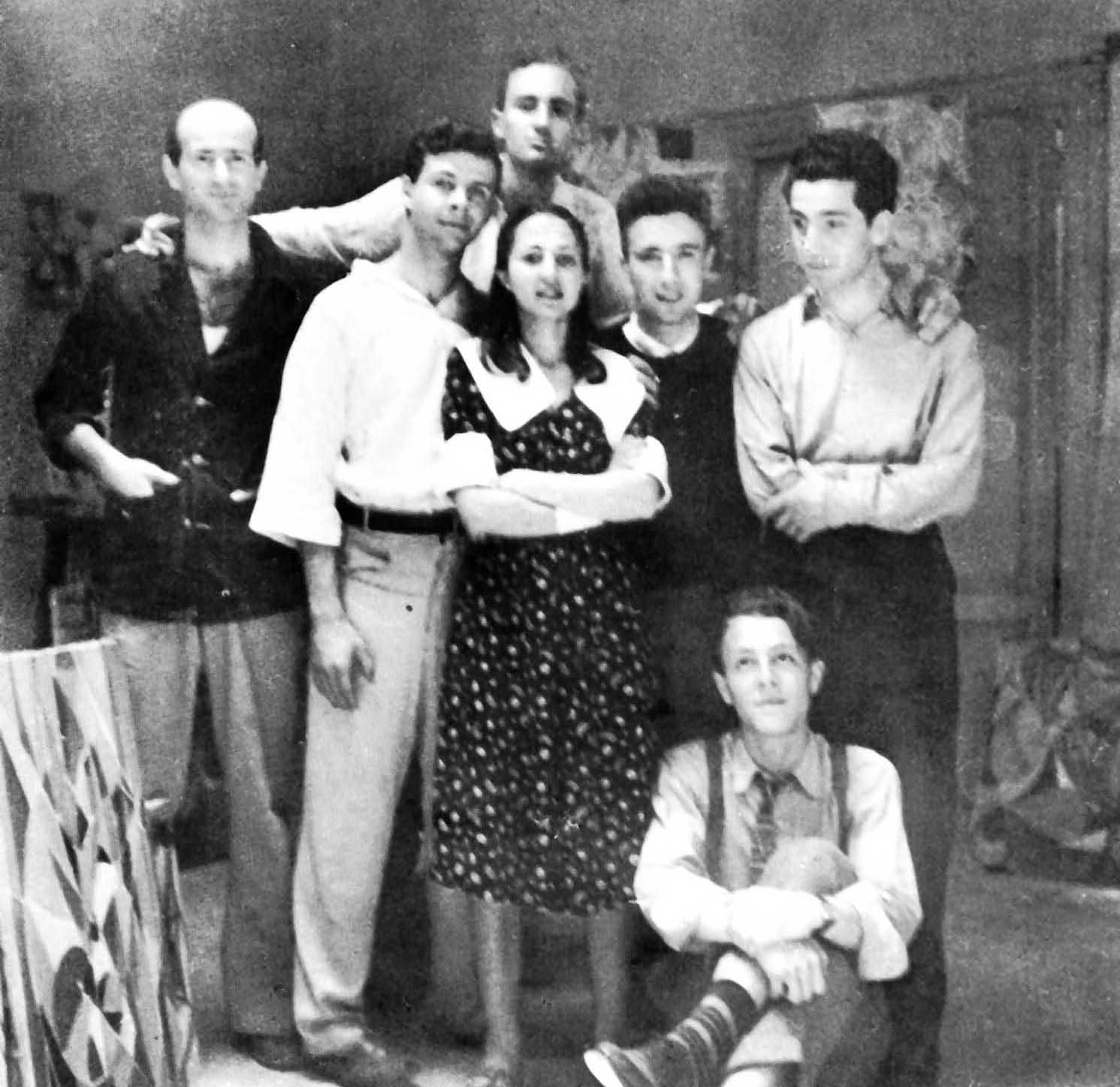
une photo du groupe réuni

Forma 1 est un groupe d'artistes italiens composé de :
- Carla Accardi
- Ugo Attardi
- Pietro Consagra
- Piero Dorazio
- Mino Guerrini
- Achille Perilli
- Antonio Sanfilippo
- Giulio Turcato

Le groupe est actif entre 1947 et 1951. Ils publient la revue du même nom en avril 1947 et un manifeste en 1948 dans lequel ils proclament la réconciliation du formalisme et du marxisme en opposition polémique avec la position officielle du Parti communiste italien, dans une société qu'ils souhaitent progressiste, révolutionnaire et avant-gardiste. S'intéressant à la forme des objets plutôt qu'aux objets eux-mêmes, ils poursuivent ensuite des langages personnels. Carla Acardi reste fidèle à une expérimentation abstraite tandis que d'autres reviennent à la figuration[Lequel ?].